# Robert Gist
Robert Gist (Miami, 1º ottobre 1917 – Contea di Butte, 21 maggio 1998) è stato un attore e regista statunitense.

## Biografia
Gist è stato sposato con l'attrice Agnes Moorehead dal 1954 al 1958, anche se si separarono nel 1955. Si conobbero durante le riprese de Il ritorno del campione (1949).

## Filmografia parziale

### Cinema
- Il ritorno del campione (The Stratton Story), regia di Sam Wood (1949)
- Jigsaw, regia di Fletcher Markle (1949)
- La mano deforme (Scene of the Crime), regia di Roy Rowland (1949)
- La regina dei tagliaborse (I Was a Shoplister), regia di Charles Lamont (1950)
- La fortuna si diverte (The Jackpot), regia di Walter Lang (1950)
- L'altro uomo (Strangers on a Train), regia di Alfred Hitchcock (1951)
- Operazione Z (One Minute to Zero), regia di Tay Garnett (1952)
- Seduzione mortale (Angel Face), regia di Otto Preminger (1953)
- Spettacolo di varietà (The Band Wagon), regia di Vincente Minnelli (1953)
- Operazione Normandia (D-Day the Sixth of June), regia di Henry Koster (1956)
- Il nudo e il morto (The Naked and the Dead), regia di Raoul Walsh (1958)
- Larsen il lupo (Wolf Larsen), regia di Harmon Jones (1958)
- Operazione sottoveste (Operation Petticoat), regia di Blake Edwards (1959)
- Al Capone, regia di Richard Wilson (1959)
- Sono un agente FBI (The FBI Story), regia di Mervyn LeRoy (1959)
- La grande rapina di Boston (Blueprint for Robbery), regia di Jerry Hopper (1961)
- L'ammazzagiganti (Jack the Giant Killer), regia di Nathan Juran (1962)

### Televisione
- Flight – serie TV, 3 episodi (1958)
- Peter Gunn – serie TV, episodi 1x13-2x17-3x38 (1958-1961)
- Have Gun - Will Travel – serie TV, 5 episodi (1958-1962)
- Goodyear Theatre – serie TV, episodio 2x07 (1959)
- Men Into Space – serie TV, episodio 1x07 (1959)
- Lock-Up – serie TV, episodio 1x02 (1959)
- Gli uomini della prateria (Rawhide) – serie TV, 3 episodi (1959-1962)
- June Allyson Show (The DuPont Show with June Allyson) – serie TV, episodio 1x21 (1960)
- Hawaiian Eye – serie TV, episodio 1x19 (1960)
- Hennesey – serie TV, 2 episodi (1960)
- General Electric Theater – serie TV, episodio 8x23 (1960)
- Pony Express – serie TV, episodio 1x31 (1960)
- The Americans – serie TV, episodio 1x17 (1961)
- Peter Gunn – serie TV, episodio 3x38 (1961)
- I detectives (The Detectives) – serie TV, episodio 3x13 (1962)

## Doppiatori italiani
- Bruno Persa in L'altro uomo, Operazione sottoveste
- Vinicio Sofia in Spettacolo di varietà
- Carlo Romano in Al Capone
- Arturo Dominici in L'ammazzagiganti